# Daniela

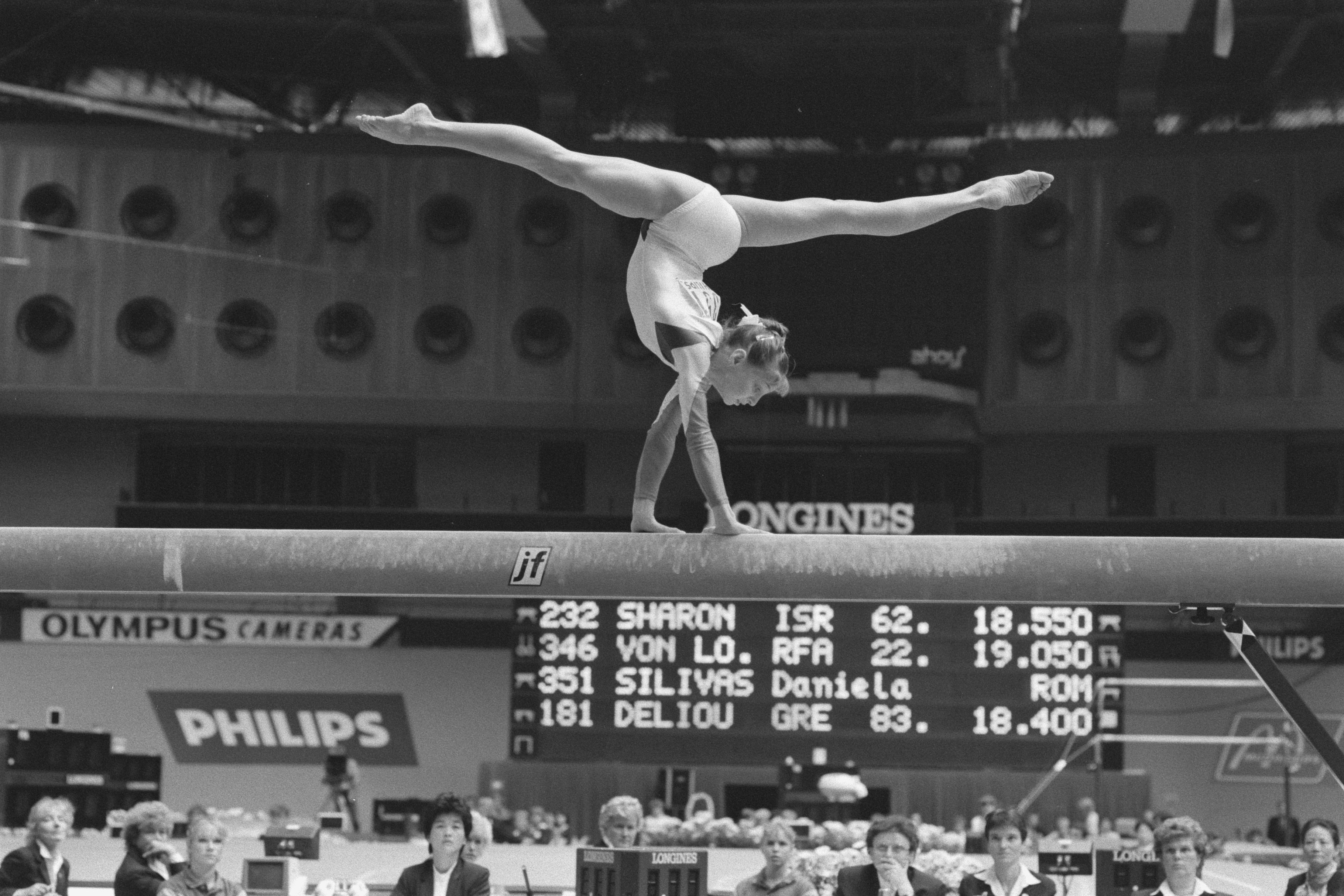
Daniela Silivaş

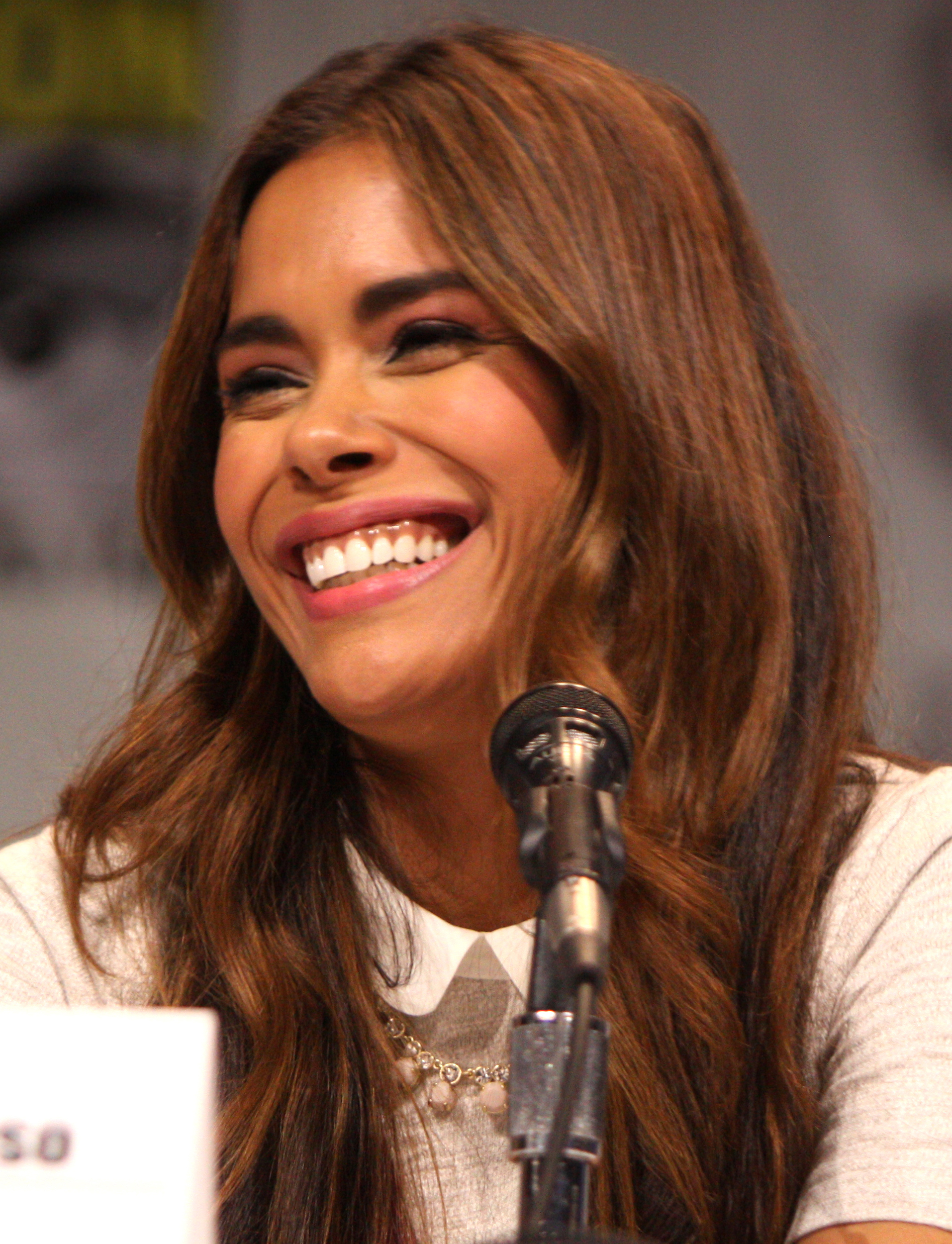
Daniella Alonso

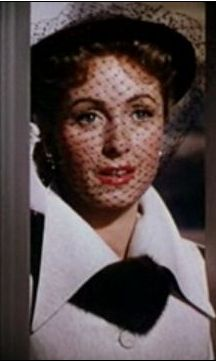
Danielle Darrieux

Kvinnonamnet Daniela eller Daniella är feminin form av det hebreiska namnet Daniel, som betyder Gud är min domare. Daniela har förekommit som dopnamn i Sverige sedan 1800-talet.
Namnet var populärt i början på 1990-talet.[källa behövs]
Den 31 december 2014 fanns det totalt 5 879 kvinnor folkbokförda i Sverige med namnet Daniela eller Daniella, varav 3 975 bar det som tilltalsnamn.
En annan variant av namnet är Danielle. Den 31 december 2014 fanns det totalt 7481 kvinnor folkbokförda i Sverige med namnet Danielle, varav 427 bar det som tilltalsnamn.
Namnsdag i Sverige: 11 december (sedan 1986; 1993–2000: 11 september). I den finlandssvenska namnsdagslängden har Daniela namnsdag 11 december sedan 1973.

## Personer med namnet Daniela eller Daniella
- Daniella Alonso, amerikansk skådespelare
- Daniela Alves Lima, brasiliansk fotbollsspelare
- Daniela Ceccarelli, italiensk alpin skidåkare
- Daniela Costian, rumänsk-australisk friidrottare
- Daniela Di Luca, brasiliansk fotbollsspelare
- Daniela Gustin, svensk handbollsspelare
- Daniela Hantuchová, slovakisk tennisspelare
- Daniela Hodrová, tjeckisk författare
- Daniela Iraschko-Stolz, österrikisk backhoppare
- Daniela Jordanova, bulgarisk friidrottare
- Daniella Josberg, svensk författare och programledare, (dödades i samband med Stureplansmorden 1994)
- Daniela Kullman, svensk dramatiker
- Daniela Lincoln Saavedra, svensk friidrottare
- Danijela Martinović, kroatisk sångerska
- Daniela Merighetti, italiensk alpin skidåkare
- Daniella Monet, amerikansk skådespelare
- Daniela Ruah, portugisisk-amerikansk skådespelare
- Danijela Rundqvist, svensk ishockeyspelare
- Daniella Sarahyba, brasiliansk fotomodell
- Daniela Silivaș, rumänsk gymnast
- Daniela Svensson, svensk skådespelare

## Personer med namnet Danielle
- Danielle Carruthers, amerikansk friidrottare
- Danielle Darrieux, fransk skådespelare
- Danielle Dax, brittisk musiker
- Danielle Slaton, amerikansk fotbollsspelare
- Danielle Steel, amerikansk författare